# Noemí Goytia
Noemí Lucrecia Goytia (Salta, 1936) es una arquitecta argentina especializada en historia, crítica, patrimonio y procesos proyectuales. Ha recibido el Premio CICOP a la trayectoria otorgado por el Centro Internacional para la Conservación del Patrimonio en 2014. Es autora de numerosos libros y artículos en revistas sobre su especialidad.

## Primeros años
Nació en Salta en 1936. Su padre era ingeniero y su madre, profesora de matemáticas. Vivió en Salta, Choele Choel (una ciudad del centro de la Provincia de Río Negro) y La Plata a raíz de la profesión de su padre. En 1955 debido al traslado familiar a Córdoba, comienza allí sus estudios universitarios donde se graduó en la Facultad de Arquitectura, de la Universidad Nacional de Córdoba en 1963.

## Trayectoria
Goytia se trasladó a Mendoza en 1964 donde fue profesora Adjunta de Historia de la Arquitectura V y VI de la Facultad de Arquitectura de la Universidad de Mendoza y colaboró con Enrico Tedeschi en la dirección de la nueva institución. Al mismo tiempo que era profesora en Mendoza mantenía su relación con la Universidad Nacional de Córdoba, siendo jefe de trabajos prácticos, desde 1964 a 1968, en la Cátedra de Integración Cultural cuya titular era Marina Waisman. A fines de 1966 se casó y volvió definitivamente a Córdoba con su marido, Daniel Moisset de Espanés, también arquitecto y profesor, con quien comparte investigaciones y publicaciones. Es madre de la también arquitecta Inés Moisset.
Su carrera docente discurrió en la Facultad de Arquitectura y Urbanismo de Córdoba por diferentes cargos ganados por concurso siendo el último el de Profesora Titular de Historia de la Arquitectura II, desde 1991 a 2005. El enfoque de su docencia y de su investigación ha tenido dos intereses principales: la historia como herramienta para la comprensión del contexto y como soporte del diseño, al tiempo que también ha trabajado sobre los procesos, mecanismos y herramientas del proyecto.
En 1993 se creó el Laboratorio dentro de la Cátedra de Historia de la Arquitectura, que Goytia dirigió entre 1995 y 2005. El funcionamiento del mismo tiene como objetivo introducir a la historia, materia tradicionalmente teórica, en el camino del realizar para aprender, teniendo en cuenta el perfil del estudiante de arquitectura, cuyo hacer creativo, es el que conduce sus especulaciones y reflexiones. El laboratorio es un ámbito creado para que los estudiantes interesados por la relación entre Historia de la Arquitectura y el Diseño puedan cursar la materia de Historia en forma diferente.
En 1996, junto a Marina Waisman, César Naselli y María Elena Foglia, crea el Centro para la formación de investigadores en Historia y Crítica de la Arquitectura en la FAUD, UNC.
Ha dirigido proyectos de investigación financiados por organismos de ciencia y tecnología nacionales e internacionales (CONICET, Programa ALFA de la Unión Europea, CEHOPU). Es autora de numerosas publicaciones especializadas en historia de la arquitectura, urbanismo, patrimonio y procesos de diseño. Sus libros y artículos son citados tanto por sus pares como por profesionales de otras ramas. y da conferencias y disertaciones sobre arquitectura.

## Libros
Ha publicado, entre otros:
- Goytia, Noemí (2013). «El arte de enseñar arquitectura».  En Adagio, Noemí; Sella, Alejandra, eds. Enrico Tedeschi. Work in progress. Mendoza: Idearium. ISBN 978-950-624-041-7.
- Goytia, Noemí (2012). «Plan regulador de Córdoba (aprobado en 1962). Ernesto La Padula 1954-1956».  En Méndez, Patricia, ed. Experiencias de urbanismo y planificación en la Argentina 1909-1955. Buenos Aires: Cedodal. pp. 207-210. ISBN 9789871033423.
- Goytia, Noemí (2011). «Significado del aporte italiano a la identidad Argentina / Enrico Tedeschi. Un pionero en la enseñanza y el urbanismo de Argentina / Colonias Provinciales en Córdoba / Síntesis sobre los principales problemas. Caso testigo: las colonias agrícolas en la provincia de Córdoba / Un proyecto de trabajo conjunto. Escenarios y propuestas».  En Ave, Gastone; de Menna, Emanuela, eds. Architettura e urbanistica di origine italiana in Argentina. Roma: Gangemi. ISBN 978-88-492-2031-5.
- Goytia, Noemí, ed. (2006). Cuando el patrimonio se convierte en fuente de revitalización. Córdoba: FAUD.UNC. ISBN 978-950-33-0606-2.
- Goytia, Noemi; Moisset de Espanes, Daniel (2003). La alta tecnología de un mundo en Desarrollo: Eladio Dieste. Valencia: Ediciones Generales de la Construcción. ISBN 9788493304478.
- Goytia, Noemí; Moisset, Daniel (2002). Diseñar con la estructura. Córdoba: Ingreso. ISBN 978-987-43-4590-5.
- Goytia, Noemí (1998). Cuando la idea se construye. Procesos de diseño de arquitectos de los siglos XIX y XX. Córdoba: Screen. ISBN 987-969704-9.
- Foglia, María Elena; Goytia, Noemí (1998). Rehabilitación y desarrollo de poblados históricos. Córdoba: Ingreso. ISBN 950-33-0191-2.
- Foglia, María Elena; Goytia, Noemí; et al. (1994). La cuadrícula en el trazado de la ciudad latinoamericana. El Caso Córdoba: 1810-1916. Córdoba: FAUD.UNC.
- Foglia, María Elena; Goytia, Noemí (1993). Los poblados históricos del norte cordobés. Córdoba: Secretaría de Turismo de la Provincia.
- Foglia, María Elena; Goytia, Noemí (1990). Procesos de Modernización en Córdoba. Córdoba: FAUD.UNC.
- Foglia, María Elena; Goytia, Noemí; et al. (1987). La cuadrícula en el desarrollo de la ciudad hispanoamericana. El caso Córdoba. 1573 - 1810. Córdoba. FAUD. UNC.